# Czarka (województwo śląskie)
Czarka – osada leśna w Polsce położona w województwie śląskim, w powiecie myszkowskim, w gminie Koziegłowy.